# Maria Koc
Maria Zofia Koc z domu Jurczak (ur. 22 sierpnia 1964 w Prudniku) – polska polityk i urzędnik samorządowy, senator VIII, IX i X kadencji (2014–2023), wicemarszałek Senatu IX kadencji (2015–2019), posłanka na Sejm X kadencji (od 2023).

## Życiorys
Urodziła się w Prudniku, a wychowywała w pobliskiej Łące Prudnickiej i Karolewie koło Węgrowa, gdzie ukończyła Liceum Ogólnokształcące im. Adama Mickiewicza. Została absolwentką etnografii i antropologii kultury Wydziału Historycznego Uniwersytetu Warszawskiego. Zawodowo związała się z Węgrowskim Ośrodkiem Kultury, a później z Sokołowskim Ośrodkiem Kultury w Sokołowie Podlaskim, w latach 2001–2007 była dyrektorem tej placówki, ponownie funkcję tę objęła w 2008. Została także wiceprezesem Stowarzyszenia Klasztor Węgrów – Centrum Dialogu Kultur.
W wyborach samorządowych w listopadzie 2006 uzyskała mandat radnej miejskiej Węgrowa z ramienia Komitetu Wyborczego Wyborców Przyjazny Węgrów. W latach 2007–2008 była wiceburmistrzem Węgrowa. Po wyborach samorządowych zasiadała w sejmiku mazowieckim jako przedstawicielka Prawa i Sprawiedliwości. W 2011 bezskutecznie ubiegała się o mandat poselski w okręgu siedleckim.
We wrześniu 2014 uzyskała z ramienia PiS mandat senatora VIII kadencji Senatu RP dzięki zwycięstwu w wyborach uzupełniających w okręgu nr 47, w których uzyskała poparcie ponad 58% głosujących. W 2015 z powodzeniem ubiegała się o senacką reelekcję, otrzymując 70 217 głosów. 12 listopada 2015 wybrana na wicemarszałka Senatu IX kadencji. Bezskutecznie kandydowała w wyborach do Parlamentu Europejskiego w 2019.
W wyborach w 2019 została wybrana do Senatu X kadencji, otrzymując 99 549 głosów. W czerwcu 2020 wybrana na przewodniczącą Komisji Gospodarki Narodowej i Innowacyjności. W wyborach w 2023 kandydowała do Sejmu jako liderka listy PiS w okręgu siedleckim; uzyskała mandat posłanki X kadencji, zdobywając 70 732 głosy. Po tych wyborach zrezygnowała następnie z objęcia mandatu w Parlamencie Europejskim, który zwolnił Zbigniew Kuźmiuk. W 2024 bezskutecznie kandydowała w kolejnych wyborach europejskich.

## Wyniki wyborcze
| Wybory | Komitet wyborczy                 | Komitet wyborczy       | Organ                                        | Okręg           | Wynik        |
| ------ | -------------------------------- | ---------------------- | -------------------------------------------- | --------------- | ------------ |
| 2006   |                                  | KWW Przyjazny Węgrów   | Rada Miejska Węgrowa V kadencji              | nr 4            | 229 (2,33%)  |
| 2010   |                                  | Prawo i Sprawiedliwość | Sejmik Województwa Mazowieckiego IV kadencji | nr 6            | 7860 (2,55%) |
| 2011   | Sejm VII kadencji                | Prawo i Sprawiedliwość | nr 18                                        | 6615 (1,93%)    |              |
| 2014   | Senat VIII kadencji              | Prawo i Sprawiedliwość | nr 47                                        | 9832 (58,35%)   |              |
| 2015   | Senat IX kadencji                | Prawo i Sprawiedliwość | nr 47                                        | 70 217 (52,92%) |              |
| 2019   | Parlament Europejski IX kadencji | Prawo i Sprawiedliwość | nr 5                                         | 69 814 (8,21%)  |              |
| 2019   | Senat X kadencji                 | Prawo i Sprawiedliwość | nr 47                                        | 99 549 (62,00%) |              |
| 2023   | Sejm X kadencji                  | Prawo i Sprawiedliwość | nr 18                                        | 70 732 (13,11%) |              |
| 2024   | Parlament Europejski X kadencji  | Prawo i Sprawiedliwość | nr 5                                         | 46 147 (6,42%)  |              |

## Odznaczenia i wyróżnienia
W 2004, za zasługi w działalności na rzecz organizacji kombatanckich, została odznaczona Brązowym Krzyżem Zasługi.
Została wyróżniona m.in. Medalem „Pro Memoria”, odznaczeniem honorowym Benemerenti, nagrodą „Piękniejsza Polska”, Medalem Pamiątkowym „Pro Masovia” i Nagrodą im. Ludomira Benedyktowicza. Otrzymała również tytuł „Kobiety Sukcesu Mazowsza 2012”.

## Życie prywatne
Jest zamężna, ma troje dzieci. Zamieszkała w Węgrowie.